# Fuglebjerg Kommune
| Strukturdaten       | Strukturdaten   |
| ------------------- | --------------- |
| Sitz der Verwaltung | Fuglebjerg      |
| Fläche              | 140,60 km²      |
| Einwohner           | 6.603 (2007)    |
| Kommune seit 2007   | Næstved Kommune |

Fuglebjerg Kommune war bis Dezember 2006 eine dänische Kommune im damaligen Vestsjællands Amt auf der Insel Seeland. Seit Januar 2007 ist sie zusammen mit der “alten” Næstved Kommune, der Fladså Kommune, der Holmegaard Kommune und der Suså Kommune Teil der neuen Næstved Kommune.
In der Nähe liegen drei kleine Ganggräber (dän. Jættestuen) von Fuglebjerg (1) und Sneslev (2).